# Museum de Schat van Simpelveld
Museum de Schat van Simpelveld is een museum met een collectie van kunsthistorische en cultuurhistorische aard in de Nederlandse plaats Simpelveld in de provincie Limburg. 

## Geschiedenis
Het museum is gevestigd in een monumentaal kloostergebouw, voormalig Huize Loreto. Van 1875 tot 2012 was de Congregatie Zusters van het Arme Kind Jezus gevestigd in dit klooster. Na hun vertrek in 2012 werd er gezocht naar een nieuwe bestemming voor het neogotische kloostergebouw. Uiteindelijk werd er besloten tot de ontwikkeling van een museum dat een beeld zou geven van de materiële en immateriële nalatenschap van de congregatie. Op 1 juni 2018 opende het museum officieel de deuren voor het publiek. Het beslaat de volledige begane grond van het gebouw en een deel van de eerste etage. 

## Collectie
De kerncollectie van het museum bestaat uit door de zusters vervaardigde paramenten. De zusters werkten vanuit het klooster wereldwijd aan de opvang en scholing van kansarme kinderen en wezen. Om in hun inkomsten te voorzien werd een borduuratelier opgezet waar deze kerkelijke gewaden werden gemaakt. Het grootste deel van de in het museum getoonde paramenten is gemaakt in de neogotische stijl. 
Naast de geborduurde paramenten bestaat de collectie ook uit wassen beelden, voornamelijk kerstgroepen. Deze wassen beelden zijn eveneens door de zusters zelf gemaakt. Het museum toont daarom het volledige procedé van het maken van figuren uit bijenwas. 
Kunst werd niet alleen door de zusters gemaakt, maar ook verzameld. Deze verzameling bestaat uit onder andere houtsnijwerk en schilderijen van de veertiende eeuw tot heden en maakt onderdeel uit van de museumcollectie.
Het museum geeft ook een beeld van het kloosterleven aan het begin van de twintigste eeuw. Daarbij wordt er specifiek stilgestaan bij de in 2018 zalig verklaarde Clara Fey (1815-1894), stichteres van de congregatie.